# Chaïm Perelman
Charles Perelman (Varsovia, 20 de mayo de 1912 - Bruselas, 22 de enero de 1984), retórico, lógico y filósofo del Derecho belga de origen polaco. Creó la nueva retórica, una de las principales teorías sobre argumentación del siglo XX.

## Biografía
Nacido en Polonia, su familia emigró a Amberes (Bélgica) en 1925. Estudió en la Universidad Libre de Bruselas, donde permanecería casi toda su vida también como profesor. Se doctoró en leyes en 1934, y logró otro doctorado después sosteniendo una tesis sobre el filósofo, lógico y matemático Gottlob Frege en 1938. En ese mismo año es aprobado como lector (conferencista) en la Facultad de Filosofía y Letras de Bruselas a pesar de ser entonces el profesor más joven en toda la historia de dicha universidad, dentro de la cual terminaría jubilándose en 1978.
Empezó sus investigaciones en el seno del positivismo lógico. Durante la II Guerra Mundial participó en la resistencia belga. En 1944 terminó un estudio empírico sobre la justicia, De la justice, donde concluye que, puesto que los usos de la ley implican siempre juicios del valor -y puesto que los valores no se pueden sujetar a los rigores de la lógica-, los fundamentos de la justicia deben ser y de hecho son arbitrarios. Al terminar su estudio Perelman consideraba extender su conclusión sobre los juicios del valor al razonamiento en sí mismo en general y al proceso de toma de decisiones prácticas, y se preguntaba si, al carecer los juicios de cualquier base lógica, implicaba este hecho negar los fundamentos racionales de la filosofía, de la ley, de la política y de la ética.
La primera de las consecuencias de este estudio fue que Perelman rechazara el positivismo lógico en favor de filosofías regresivas, con una concepción de la filosofía, sin principios evidentes, que proporcionaba un análisis razonado de los juicios del valor. En 1948 empezó a colaborar con Lucie Olbrechts-Tyteca, quien también había asistido a la Universidad Libre de Bruselas, en un proyecto que restablecería la importancia de la Retórica antigua como fundamento para una Lógica de los juicios de valor; el resultado fue, en 1958, su estudio conjunto del razonamiento no formal: Traité de l'argumentation: la nouvelle rhétorique. Con un espíritu de observación y síntesis inspirado en Frege, esta obra afrontó una serie de problemas reales existentes en Filosofía, Filosofía del Derecho, Política, Ética y Periodismo. El resultado es una Teoría de la argumentación que tiene en cuenta los juicios de valor y las interpretaciones del público, y donde se sostienen puntos de vista originales sobre las técnicas utilizadas generalmente en la discusión y negociación.
En 1962 Henry W. Johnstone y Robert Oliver invitaron a Perelman para que ocupara un puesto en la Universidad Estatal de Pensilvania como profesor visitante distinguido. La colaboración entre Johnstone y Perelman había comenzado ya antes de la publicación de la Nouvelle rhétorique y fue provechosa. Johnstone creó la influyente revista Philosophy and Rhetoric, y Perelman se acreditó en los Estados Unidos como teórico sobre argumentación y en las dos décadas siguientes continuó publicando trabajos relacionados con sus teorías o emanados de la Nouvelle rhétorique. También hizo contribuciones significativas a los estudios sobre Filosofía del Derecho como director del National Center for Research in Logic (Centro Nacional para la investigación en Lógica) de la Universidad Libre de Bruselas.
En reconocimiento a sus trabajos académicos y civiles, Perelman recibió la baronía por parte del parlamento belga en diciembre de 1983 y murió el 12 de enero del año siguiente en Bruselas de un ataque cardíaco.

## Filosofía de Perelman
Tras terminar De la justice en 1943, Perelman rechazó la utilidad del positivismo lógico fuera del campo de la ciencia pura. Cinco años más tarde llevó más lejos sus ideas en Philosophies premières et philosophie regressive; los límites de la Filosofía y la Metafísica son mayores de lo que se creía, porque los acercamientos a sus fines por parte de estas disciplinas dependían de axiomas evidentes en sí mismos y soportados mutuamente de forma que cualquier error percibido inhabilitaría la filosofía entera; su exigencia de revelar verdades universales y absolutas que no tienen contacto con la vida las desecha así para una vida práctica y social. Las alternativas, especialmente el relativismo existencial de Jean-Paul Sartre, eran también insostenibles para Perelman puesto que los absolutos de la metafísica fueron substituidos simplemente en estos acercamientos por un escepticismo absoluto. 
Durante su investigación con Olbrechts-Tyteca, Perelman desarrolló una filosofía que evitaba los errores radicales del Positivismo y del Relativismo. Tras encontrar un extracto de Brunetto Latini en el "Apéndice" de Les fleurs de Tarbes de Jean Paulhan, Perelman comenzó a investigar los acercamientos grecolatinos antiguos a la argumentación. Encontró que, mientras que una lógica específica de los juicios del valor no había sido establecida nunca, un acercamiento al problema era evidente en los trabajos de Aristóteles. Éste establece en sus Analíticos los principios de la demostración lógica o análisis lógico confiando en las premisas aceptadas y las conclusiones necesarias del silogismo. Pero, por otra parte, en los Tópicos, el Estagirita opone la demostración lógica pura y dura a la Dialéctica o razonamiento retórico, que confía en las premisas que son aceptables en una situación dada, de forma que tanto la disciplina entera como sus resultados sean de hecho contingentes.
Con las distinciones de Aristóteles, Perelman podía percibir la contradicción ingénita en las primeras filosofías: mientras que la exigencia de verdades universales y absolutas derivaba de los métodos demostrativos de la lógica, una filosofía práctica estaba en realidad enfocada más a persuadir a audiencias específicas que a aceptar las demandas de verdad absoluta de la Filosofía stricto sensu. Para Perelman, pues, una filosofía viable y capaz de establecer aspectos prácticos e inducir la acción razonable debe ser construida según probabilidades y debe poder soportar imposiciones de juicios de valor y otras contingencias que provienen de su recepción por parte de las audiencias particulares. Este acercamiento de Perelman, que él llamó filosofía regresiva, intentó incorporar así a la verdad pura de la filosofía una verdad social, construida en el seno de la sociedad, que admite cambios si se modifican esas verdades.
Mientras que la Retórica y la argumentación proporcionaban el fundamento de la filosofía de Perelman, su acercamiento regresivo generó también novedades en la argumentación no formal. En la conclusión de su Nueva retórica, Perelman y Olbrechts-Tyteca indican que en oposición a los absolutos comunes en filosofía, su proyecto reconoce que los "hombres y los grupos de hombres se adhieren a opiniones de todo tipo con una intensidad variable" y que "su creencia no es siempre evidente en sí misma, y se ocupa raramente de ideas claras y distintas" del estilo de las de Descartes. Para destapar la lógica que gobierna las ideas y creencias de la gente, Perelman y Olbrechts-Tyteca confían en una filosofía regresiva que explique la variabilidad de situaciones y valores particulares. Perelman empleará este mismo acercamiento en los progresos futuros de la Nueva Retórica y en escritos subsecuentes sobre Teoría del Derecho.

## La Nueva retórica
Perelman y Olbrechts-Tyteca comenzaron la investigación sobre lógica de discusiones no formales en 1948. Siguiendo el ejemplo del acercamiento comprensivo de Frege al estudio de las matemáticas, reunieron una amplia gama de informaciones académicas, profesionales, religiosas y populares para idear y aplicar su teoría. Después de encontrar el opúsculo de Brunetto Latini y de "redescubrir" la tradición retórica grecolatina, el proyecto y su base filosófica tomaron una forma definitiva. Perelman presumió que el análisis razonado que gobernaba la discusión no formal podría emanar de los principios de la teoría retórica, de las consideraciones de las audiencias y de los juicios de valor en particular. Estas consideraciones afectan lateralmente la estructura específica de las discusiones, incluyendo las bases del acuerdo y la disponibilidad de ruegos específicos. El análisis de Perelman también produjo una descripción de las varias técnicas que se evidencian en el curso mismo de la investigación extraídas del grupo diverso de discusiones recogidas para la misma. El libro se divide en tres secciones y cubre los principales conceptos que figuran en cada uno.

### El marco de la argumentación
La nueva retórica se funda en la aserción de que "puesto que la argumentación tiene como objetivo el asegurar la adhesión de aquellos a quien se trata, es en su totalidad concerniente a las audiencias que se influirán" (1969, p. 19). Perelman y Olbrechts-Tyteca confían particularmente para su teoría de la argumentación en los conceptos gemelos de "audiencias universales" y "audiencias particulares"; mientras que cada discusión se dirige a un individuo o a un grupo específico, el orador decide a qué información y a qué acercamientos alcanzará la adhesión más grande según una audiencia ideal. Este ideal, explica Perelman, se puede incorporar, por ejemplo, "a Dios, a todos los hombres razonables y competentes, al hombre que delibera o a una élite" (2001, p. 1393). Al igual que las audiencias particulares, la audiencia universal nunca es fija o absoluta, pero sí dependen del orador el contenido y las metas de la discusión y las audiencias particulares a quienes afecta la discusión. Estas consideraciones determinan qué información constituye "hechos" y "carácter razonable" y ayuda así a determinar a la audiencia universal que, lateralmente, constituye el acercamiento del orador.
La adhesión de una audiencia también es determinada por el uso de valores, otro concepto dominante para el orador de la nueva retórica. El tratamiento de Perelman del valor y su opinión sobre la retórica epidíctica fija su acercamiento. Para ello analiza la división aristotélica de la Retórica en tres géneros (judicial, deliberativa y epidíctica) y ve que está motivada en gran parte por la clase de juicios requeridos para cada una: las discusiones forenses o legales requieren veredictos más allá de enjuiciar la acción; las discusiones deliberativas o políticas se consagran a la búsqueda de la acción futura, y las retóricas epidícticas o ceremoniales se refieren a los valores asociados a la alabanza o al vituperio, al mérito o la culpa, y no buscan decisión específica alguna. Para Aristóteles, el género epidíctico era de una importancia restringida en el campo de lo civil, puesto que no se refería a hechos o a políticas. Perelman, en cambio, cree no sólo que la retórica epidíctica reclama más atención, sino que los valores, acotados normalmente en este género, son el hecho central de toda la argumentación.
La "Oratoria epidíctica", arguye Perelman, "tiene significación e importancia para la argumentación porque determina la disposición hacia la acción aumentando la adhesión a los valores que alaba" (1969, p. 50). Estos valores, por otra parte, centran la persuasión en las discusiones de cualquier género retórico, puesto que el orador procura siempre "establecer un sentido de comunión centrado en torno a los valores particulares reconocidos por las audiencias" (1969, p. 51).

### Puntos de partida de la argumentación
Toda la argumentación, según Perelman y Olbrechts-Tyteca, debe proceder de un punto de acuerdo; las materias discutibles particularmente no se pueden introducir sin la existencia de un suficiente consenso anterior o las premisas antecedentes y relacionadas que se hayan establecido ya. Las bases del acuerdo se dividen en dos categorías: la primera se ocupa de hechos, verdades y presunciones; la segunda de valores, jerarquías y loci de lo preferible o preferencias y pretericiones.
Los hechos y las verdades se establecen normalmente antes de la discusión; éstos son los aspectos de la realidad que convienen por ejemplo las audiencias universales según lo concebido por el orador. Ni hechos ni verdades proporcionan oportunidad para el conflicto; Perelman explica que la presuposición de una realidad coherente con hechos y verdades tomados en conjunto no puede generar ningún conflicto para tomar una decisión. Las presunciones en forma de hechos y verdades no necesitan ser defendidas. Si la discusión requirió presunciones de oposición, sin embargo, el orador puede volcar la opinión anterior probando un caso opuesto.
Los valores, tanto concretos como abstractos, pueden también constituir puntos de partida, pero ninguno se debe tratar como universal. Establecer y reforzar valores comunes es necesario, según Perelman, porque estos mediatizan la acción y determinan la conducta aceptable (2001, P. 1394). Los valores, por otra parte, se ajustan normalmente a jerarquías que pueden también servir como punto de partida para la discusión. Una audiencia valora la justicia y la utilidad, por ejemplo, solamente si una discusión puede requerir una determinación de la preferencia entre las dos. Como valores, las jerarquías pueden ser abstractas o concretas; pueden, también, ser homogéneas, en caso de su gradualidad, o heterogéneas, en el caso de la honradez y de la verdad. Los valores y las jerarquías se pueden justificar con los loci de lo preferible en función del punto final del acuerdo.
Los loci de lo preferible se derivan del tercer libro de los Tópicos de Aristóteles y permiten acuerdos para determinar cuál entre dos loci es escogido. Por ejemplo, en una discusión puede ser punto de comienzo la determinación de si una calidad intrínseca, como por ejemplo la salud, se prefiere sobre una cualidad contingente, como por ejemplo la belleza.
Finalmente se discute el concepto de "presencia" de las ideas que son convenidas por una audiencia dada. Entre ellas el orador puede elegir acentuar o dar presencia a ciertos elementos mientras que desenfatiza otros. Perelman explica que las "cosas presentes, las cosas cercanas a nosotros en espacio y el tiempo actúan directamente en nuestra sensibilidad", pero con todo las cosas distantes pueden ser más relevantes en la discusión y estar presentes de forma prestada a través de figuras retóricas específicas como la hipotiposis o la anáfora (2001, p. 1395). Todos los puntos del acuerdo, por otra parte, pueden dividirse entre primarios o secundarios según el propósito de la discusión y la composición de las audiencias específicas.

### Técnicas de la discusión
Como la discusión no formal se refiere a la adhesión de una audiencia más que a la demostración mera de los asuntos propia de la lógica formal, cuyo cometido no es convencer sino hallar la verdad, el orador debe asegurarse de que la audiencia se identifique con cada elemento sucesivo de una discusión. Perelman delinea un procedimiento con lo cual el orador puede alcanzar esta aceptación: adhesión. En primer lugar, implicando asociaciones cuasilógicas, ruegos a la realidad y encuestas para establecer la verdad; el segundo acercamiento responde a las opiniones incompatibles, por medio de la disociación de nociones.
Los argumentos cuasilógicos son, según Chaïm Perelman, "similares a las estructuras formales de la lógica y de las matemáticas" (2001, p. 1396). La definición es un acercamiento cuasilógico común que se utiliza no ya para establecer el significado de un término, sino también para acentuar ciertas características de un objeto adecuadas al propósito persuasivo. Otras argumentaciones cuasilógicas incluyen relaciones de división, reciprocidad, comparación, sacrificio y probabilidad. Las técnicas argumentativas de la sociedad implican abrogar la realidad y establecer lo veraz por encima de lo verdadero y lo creíble por encima de lo cierto, y estimar la recepción de la lógica por encima de la lógica misma. De ahí la importancia de los argumentos por analogía y de los argumentos que se basan en la estructura de lo real. Las disputas que establecen la estructura de la realidad se pueden dividir en dos categorías: discusiones del patrón o modelo y discusiones por analogía. La metáfora, otro aspecto común de la argumentación, es una forma de analogía condensada.
Cuando los oradores intentan reconciliar opiniones incompatibles o encontradas, pueden ganar adhesión a través de una disociación de nociones entre lo real y lo ilusorio. Por ejemplo, a la hora de hablar de la democracia verdadera y de la democracia formal, nominal o "real", esto es, a la cuasidemocracia. Con esta oposición la adhesión se alcanza no sobre la base de su mérito como idea, sino con la devaluación de ambos términos en su oposición.

### Críticas a Perelman y a la Nueva retórica
Las críticas más comunes a la nouvelle rhétorique se centran en el concepto de Perelman de "audiencia universal"; así Henry W. Johnstone, John W. Ray o Lisa Ede. Los teóricos de la argumentación Van Eemeren, Grootendorst, los padres de la Pragma-dialéctica, y Kruiger también critican la separación evidente entre las consideraciones de las audiencias y las técnicas de la discusión. Sin embargo la recepción positiva del nuevo retórico compensa de lejos su crítica. Su obra principal, el Tratado, ha sido traducida entera o parcialmente a nueve idiomas y se considera en general como una de las formulaciones modernas más influyentes y ambiciosas de la teoría retórica. Ha sido la suya una contribución fundacional en la teoría de la argumentación de los últimos treinta años y ha marcado con su influjo estudios que se han extendido además desde la Filosofía del derecho a la psicología social y la geografía política.
Perelman renueva la retórica aristotélica y propone devolverle su legitimidad filosófica olvidando la condena de Platón, que asociaba el arte de persuadir a la Sofística y a la manipulation de la verdad, que él idealizaba adulterándola. El estudio de Perelman aborda la retórica no formal, la retórica débil o blanda que se usa y aparece cotidianamente en el trato social. Esta Nueva Retórica se impone verdaderamente a partir de 1970, cuando los trabajos de Perelman se cuentan entre los más novedosos del campo filosófico de la época. Numerosos investigadores de las disciplinas más diversas, como la Filosofía en el caso de Michel Meyer, la Lingüística en el caso de Christian Plantin o los estudios literarios en el de Ruth Amossy, se han interesado por las teorías sobre la argumentación de Perelman.
En 1997, el erudito David Frank sugirió una gran influencia del Talmud en la filosofía de Perelman. Gross y Dearin, defensores principales de la perspectiva aristotélica, publicaron un libro comprensivo, Chaim Perelman, en 2003.

## Obras

### Obras selectas en francés

#### Artículos
- (1948). "Le probleme du bon choix". Revue de l’Institute de Sociologie, 3, 383-98.
- (1949). "Philosophies premières et philosophie régressive". Dialectica, 3, 175-91.
- (1950). Con Lucie Olbrechts-Tyteca, "Logique et rhétorique". Revue Philosophique, 140, 1-35.
- (2001) Aspers, I, "New aspects of modern rethoric" London. Ed. Pedos

#### Libros
- (1952). Con Lucie Olbrechts-Tyteca, Rhétorique et philosophie: Pour une théorie de l'argumentation en philosophie. Paris: Presses Universitaires de France.
- (1958) con Lucie Olbrechts-Tyteca: Traité de l'argumentation: La nouvelle rhétorique. Paris: Presses Universitaires de France. Vertida al español por Julia Sevilla Muñoz (Madrid: Gredos, 1994) en un solo volumen desde su quinta edición de 1989 preparada por Michel Meyer, con un prólogo de Jesús González Bedoya.
- (1963). Justice et raison. Bruxelles: Presses Universitaires de Bruxelles.
- (1968). Droit, morale et philosophie. Paris: Librairie Générale de Droit et de Jurisprudence.
- (1969).Le Champ de l'argumentation. Bruxelles: Presses Universitaires de Bruxelles
- (1976). Logique juridique. Paris: Dalloz.
- (1977). L'Empire rhétorique. Paris: Vrin.
- (1984). Le Raisonnable et le déraisonnable en droit. Paris: Librairie Générale de Droit et de Jurisprudence.

### Obras selectas en español
- (1964). De la Justicia. Ed. Centro de Estudios Filosóficos UNAM. México: Traducción de Ricardo Guerra.
- (1980). Lógica Jurídica y Nueva Retórica. Ed. Civitas
- (1989). Tratado de la Argumentación. La Nueva Retórica Ed. Gredos. Madrid.
- (1997). El Imperio retórico: Retórica y argumentación. Ed. Norma. Bogotá: Traducción de Adolfo León Gómez Giraldo.

### Obras selectas en inglés

#### Artículos
- (1955). "How do we apply reason to values?" Journal of Philosophy, 52, 797-802.
- (1968). "Rhetoric and philosophy." Philosophy and Rhetoric, 1, 15-24.
- (1984). "The new rhetoric and the rhetoricians: Remembrances and comments." The Quarterly Journal of Speech, 70(2), 188-96.
- (2003). "First philosophies and regressive philosophy." Philosophy and Rhetoric, 36(3), 189-206.

#### Libros
- (1963). The idea of justice and the problem of argument. (J. Petrie, Trans.). New York: Humanities Press.
- (1979). The new rhetoric and the humanities: Essays on rhetoric and its applications. Dordrecht: D. Reidel.
- (1982). The realm of rhetoric. (W. Kluback, Trans.). Notre Dame: University of Notre Dame Press.
- (1969). Con Lucie Olbrechts-Tyteca, The new rhetoric: A treatise on argumentation. (J. Wilkinson and P. Weaver, Trans.). Notre Dame: University of Notre Dame Press.